# Бесчастнов, Пётр Николаевич
Пётр Николаевич Бесчастнов (4 июля 1978, Москва — 27 декабря 2023, Москва) — российский фотохудожник, искусствовед, педагог, автор монографий, учебников и учебных пособий по фотографии и дизайну. Внук классика советской поздравительной открытки Ивана Дергилёва. Сын художницы Алёны Дергилёвой.

## Биография
Родился 4 июля 1978 года в Москве в семье художников Н. П. Бесчастнова и Е. И. Дергилёвой.
В 2000 году окончил с отличием факультет прикладного искусства Московского государственного текстильного университета, член Московского союза художников и Союза фотохудожников России.
Фотоработы находятся в частных и музейных коллекциях России и стран западной Европы.
Как рекламный фотохудожник с 2002 года сотрудничал с ведущими фирмами — мировыми производителями автомашин, текстильных и ювелирных изделий, косметики и продуктами питания.
С 2002 года работал в качестве рекламного фотографа с ведущими мировыми брендами различных направленностей и печатными издательствами: LG Group, Lada, Jaguar, Bausch+ Loms, GameLand, издательство Белый город, VisaVis и другие.
С 2003 года работал в сфере художественного образования. (Московский государственный текстильный университет им. А. Н. Косыгина, Московская школа фотографии и мультимедиа имени Родченко, Московский государственный университет дизайна и технологии, Российский государственный университет имени А. Н. Косыгина (Технологии. Дизайн. Искусство)).
В 2003 году защитил диссертацию «Художественное проектирование печатного текстильного рисунка с использованием фототехнологий» на соискание ученой степени кандидата искусствоведения.
В 2011 году присвоено учёное звание доцента по кафедре Художественного оформления текстильных изделий, МГТУ им. А. Н. Косыгина.
В 2015 году совместно с Николаем Бесчастновым организовал в РГУ имени А. Н. Косыгина обучение искусству фотографии на программах бакалавриата и магистратуры.
С 2015 ведущий педагог профиля «Фотоискусство и digital графика» на бакалавриате и руководитель магистерской программы «Рекламная фотография и фото- art» в РГУ имени А. Н. Косыгина.
Скончался 27 декабря 2023 года в Москве на 46-м году жизни.

## Творчество
Сфера творческих интересов: искусство художественной и рекламной фотографии, фотодизайн, методика получения фотографического изображения, фотоорнамент и художественное образование.
Автор монографий и серии учебных пособий для вузов изобразительного искусства и дизайна.
Монографии
- «Текстильный фоторисунок» — М.: МГТУ им. А. Н. Косыгина, 2007, 233 с.
- «Текстильный фотоорнамент» — М.: МГТУ им. А. Н. Косыгина, 2011, 252 с.
- «Основы композиции (история, теория и современная практика): монография» — М.: ФГБОУ ВО «МГУДТ», 2015, 228 с.
- «Дизайн текстильных фотоорнаментов и фотообоев (становление и развитие)» — М.: ФГБОУ ВО «МГУДТ», 2015

Учебные издания
- «Основы композиции» — М.: МГТУ им. А. Н. Косыгина, 2007
- «Фотографика» — М.: МГТУ им. А. Н. Косыгина, 2010
- «Построение образов на ЭВМ» — М.: МГТУ им. А. Н. Косыгина, 2010
- «Компьютерное фотообразование в дизайне» — М.: МГУДТ, 2013

### Выставки
Начиная с 2005 года Пётр Бесчастнов принимал участие во многих выставках как в России, так и за рубежом
- 2011 (апрель-май) — «Моя Россия», г. Турку, Финляндия
- 2011 «Панорама жизни», г. Москва (персональная)
- 2012 (январь-февраль) — «Моя Россия», г. Турку, Генеральное консульство России
- 2014 (май-июнь) — «Прикосновение к Турку», г. Турку, Финляндия (персональная) (http://dergileva.com/prikosnovenie-k-turku/)
- 2019 (май-июль) — «Объектив/ный мир», г. Москва, РГУ им А. Н. Косыгина

### Награды
- Дипломы международных и российских художественных выставок